# Liste de régions métropolitaines en Pennsylvanie
La Pennsylvanie possède quatorze régions métropolitaines (Metropolitan Statistical Areas) et quatre régions métropolitaines combinées (Combined Metropolitan Statistical Areas). Philadelphie fait ainsi partie des dix plus importantes zones métropolitaines des États-Unis.

## Régions métropolitaines
Voici une liste des différentes régions métropolitaines de Pennsylvanie classées par le nombre d'habitants, en 2003.
| Rang | Métropole                                               | Population |
| ---- | ------------------------------------------------------- | ---------- |
| 1    | Philadelphie - Camden - Wilmington (Vallée du Delaware) | 5 772 947  |
| 2    | Pittsburgh                                              | 2 410 330  |
| 3    | Allentown-Bethlehem-Easton (Vallée du Lehigh)           | 768 036    |
| 4    | Scranton - Wilkes-Barre                                 | 552 139    |
| 5    | Harrisburg - Carlisle                                   | 517 468    |
| 6    | Lancaster                                               | 482 775    |
| 7    | York - Hanover                                          | 394 915    |
| 8    | Reading                                                 | 385 307    |
| 9    | Érié                                                    | 279 966    |
| 10   | Johnstown                                               | 150 452    |
| 11   | State College                                           | 138 524    |
| 12   | Altoona                                                 | 127 840    |
| 13   | Lebanon                                                 | 121 199    |
| 14   | Williamsport                                            | 119 000    |

## Régions métropolitaines combinées
(octobre 2008).
Voici les données sur les populations des régions métropolitaines combinées de Pennsylvanie, avec le détail pour chaque comté les composant. Les données sur les métropoles proviennent du recensement de 2005, celles sur les comtés du recensement de 2003.
| Rang | Région Métropolitaine                         | Comtés       | Population |
| ---- | --------------------------------------------- | ------------ | ---------- |
| 1    | Philadelphie - Camden - Wilmington - Vineland |              | 5 951 797  |
|      |                                               | Bucks        | 613 110    |
|      |                                               | Chester      | 457 393    |
|      |                                               | Delaware     | 554 432    |
|      |                                               | Montgomery   | 770 747    |
|      |                                               | Philadelphie | 1 479 339  |
| 2    | Pittsburgh - New Castle                       |              | 2 494 949  |
|      |                                               | Allegheny    | 1 261 303  |
|      |                                               | Armstrong    | 71 659     |
|      |                                               | Beaver       | 178 697    |
|      |                                               | Butler       | 180 040    |
|      |                                               | Fayette      | 146 121    |
|      |                                               | Washington   | 204 286    |
|      |                                               | Westmoreland | 368 224    |
| 3    | Harrisburg - Carlisle - Lebanon               |              | 643 820    |
|      |                                               | Cumberland   | 219 892    |
|      |                                               | Dauphin      | 253 388    |
|      |                                               | Lebanon      | 122 652    |
|      |                                               | Perry        | 44 188     |
| 4    | York - Hanover - Gettysburg                   |              | 499 935    |
|      |                                               | Adams        | 96 456     |
|      |                                               | York         | 394 915    |